# Stanisław Łapot
Stanisław Łapot (* 1. Dezember 1914 in Międzylesie, Wawer, Warschau; † 21. Januar 1972 in Warschau) war ein Politiker der Polnischen Vereinigten Arbeiterpartei PZPR (Polska Zjednoczona Partia Robotnicza) in der Volksrepublik Polen, der unter anderem zwischen 1954 und 1956 Vize-Ministerpräsident war.

## Leben

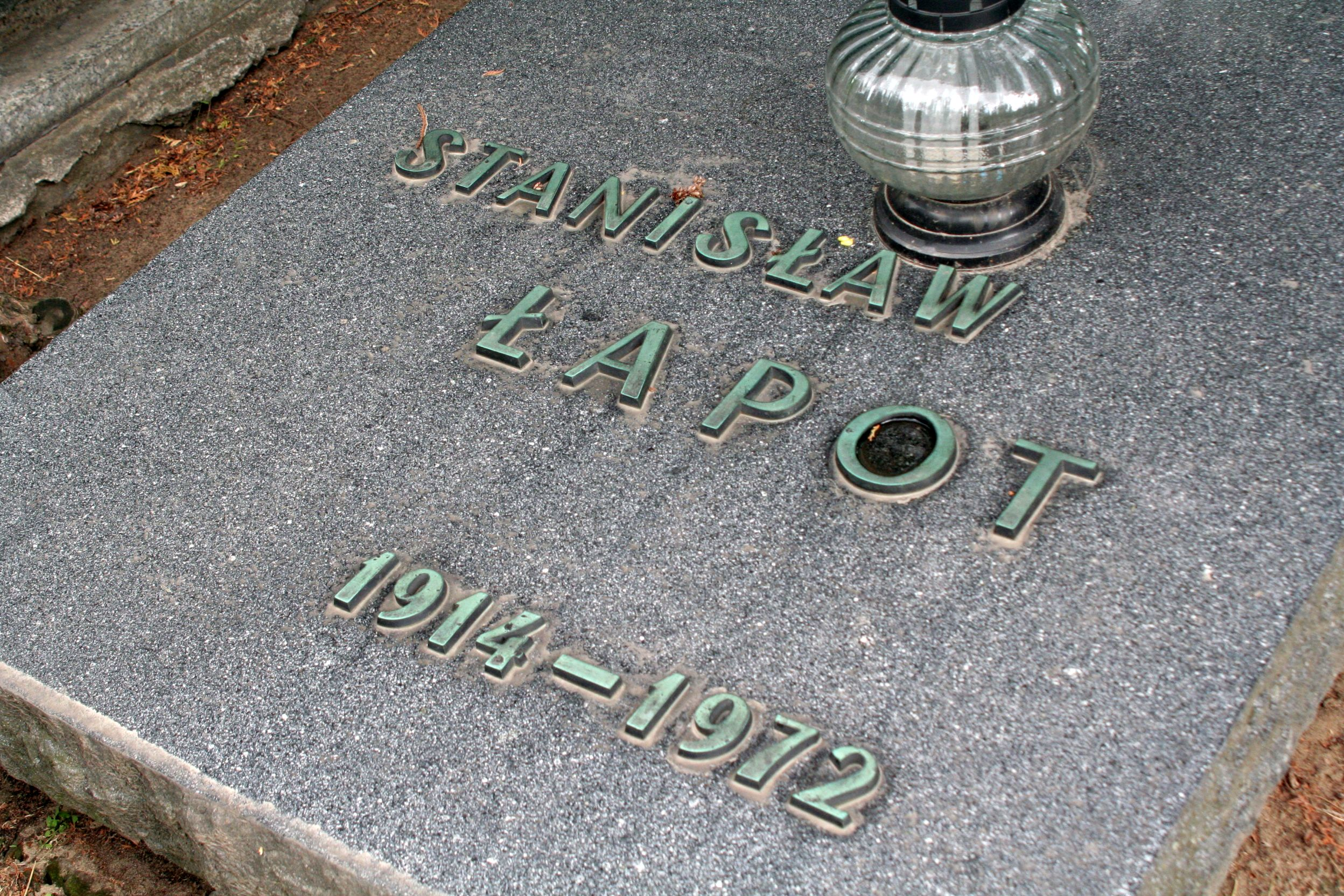
Grabstätte auf dem Warschauer Powązki-Militärfriedhof

Stanisław Łapot begann nach dem Schulbesuch 1928 eine Ausbildung zum Glasbläser in der Glashütte von Bydgoszcz, die er zwischen 1929 und 1931 in der Glashütte von Siedlce fortsetzte. Nach Abschluss seiner Ausbildung war er zwischen 1931 und 1936 als Glasbläsergeselle in der Glashütte von Białystok tätig und engagierte sich in dieser Zeit auch im Kommunistischen Jugendverband West-Belarus KZMZB (Komunistyczny Związek Młodzieży Zachodniej Białorusi). Nachdem er zwischen 1936 und 1939 Vorarbeiter in der Glashütte in Wołomin war, kehrte er im Anschluss von 1939 bis 1941 als Schichtleiter zur Glashütte in Białystok zurück. 1944 wurde er Mitglied der Polnischen Arbeiterpartei PPR (Polska Partia Robotnicza), die am 5. Januar 1942 im Untergrund in Warschau gegründet wurde. Daraufhin fand er zwischen 1944 und 1945 eine Beschäftigung als Starost in der Verwaltung der kreisfreien Stadt Suwałki in Nordostpolen.
Am 20. November 1952 wurde Łapot Mitglied des Sejm und vertrat in diesem in der ersten Legislaturperiode bis zum 20. November 1956 den Wahlbezirk Nr. 24 Ostrowiec Świętokrzyski. Während dieser Zeit war er auch Mitglied des Haushaltsausschusses. Auf dem II. Parteitag (10. bis 17. März 1954) wurde er Mitglied des ZK der PZPR und gehörte diesem Führungsgremium der Partei bis zum III. Parteitag (10. bis 19. März 1959) an. Im Anschluss war er zwischen April und Mai 1954 kurzzeitig Leiter des Büros des Sekretariats des ZK. Am 14. Mai 1954 wurde er als Wiceprezes Rady Ministrów einer der Vize-Ministerpräsidenten im zweiten Kabinett von  Ministerpräsident Józef Cyrankiewicz und bekleidete dieses Amt bis zu seiner Entlassung am 24. Oktober 1956. Während der Zeit des Polnischen Oktober 1956 gehörte er im Machtkampf innerhalb der PZPR neben Zenon Nowak, Wiktor Kłosiewicz, Hilary Chełchowski, Aleksander Zawadzki, Władysław Kruczek, Władysław Dworakowski, Kazimierz Mijal, Franciszek Mazur, Bolesław Rumiński und Franciszek Jóźwiak der einflussreichen Natolin-Faktion an. Auf Nowaks Initiative hatte sich vor Wochen diese sogenannte Natolin-Gruppe gebildet. Der Name stammt von einem Schlösschen außerhalb Warschaus, das einst Graf Stanisław Kostka Potocki gehörte. Nach dem Posener Aufstand hatten sich dort die Stalinisten der Partei zu einer Geheimkonferenz getroffen, auf der die Rückkehr zu „harten“ Methoden beschlossen wurde. Die Natolin-Gruppe bildete den stalinistischen Flügel im Zentralkomitee, und Zenon Nowak war es, der sich in der Vormittagssitzung des 19. Oktober 1956 der Ausbootung von Konstantin Konstantinowitsch Rokossowski aus dem Politbüro am heftigsten widersetzte. Nach seinem Ausscheiden aus dem Kabinett und dem Parlament war er zwischen 1957 und 1972 nur noch Generaldirektor des Ministeriums für Bau- und Baustoffindustrie (Ministerstwo Budownictwa i Przemysłu Materiałów Budowlanych).
Für seine langjährigen Verdienste in der Volksrepublik Polen wurde er mehrfach ausgezeichnet und erhielt unter anderem den Orden des Banners der Arbeit (Order Sztandaru Pracy) Erster Klasse sowie die Würde eines Kommandeurs mit Stern des Ordens Polonia Restituta. Nach seinem Tode wurde er auf dem Warschauer Powązki-Militärfriedhof beigesetzt.